# 撒丁島電波望遠鏡
撒丁島電波望遠鏡（Sardinia Radio Telescope）位於義大利撒丁島卡利亞里省聖巴西利奧附近，是一台64公尺全可控電波望遠鏡。撒丁島電波望遠鏡於2011年建成，由波隆那電波天文學研究所、卡利亞里天文台（卡利亞裡）和阿切特里天文台（佛羅倫斯）合作完成。

## 建造
撒丁島電波望遠鏡由義大利國家天文物理研究所的多個研究單位合作建造，包括博洛尼亞電波天文學研究所、卡利亞里天文台（Cagliari）和阿切特里天文台。建設經費由義大利教育與科學研究部、撒丁島地區政府、義大利航太局和義大利國家天體物理研究所（INAF）提供。撒丁島電波望遠鏡的建造成本約為7000萬歐元。